# 杜爾縣 (南達科他州)
杜爾縣（英語：Deuel County）是美国南达科他州東北部的一個縣，東鄰明尼蘇達州，面積1,649平方公里。根据2020年美國人口普查，共有人口4,295人。縣治克利爾湖（Clear Lake）。該縣成立於1862年4月5日，縣政府成立於1878年5月20日；縣名紀念達科他領地議員雅各布·杜爾（Jacob Deuel）。